# Phenacodes vegetata
Phenacodes vegetata is een vlinder uit de familie van de grasmotten (Crambidae), uit de onderfamilie van de Glaphyriinae. De wetenschappelijke naam van deze soort is voor het eerst gepubliceerd in 1901 door Thomas Pennington Lucas.
De soort komt voor in Australië (Queensland).